# Bonnier News Local
Bonnier News Local är ett affärsområde inom Bonnier News, som i sin tur är en del av Bonnierkoncernen.

## Historik
Affärsområdet bildades efter Bonniers köp av Mittmedia, Hall Media och Lokaltidningen. I april 2020 meddelades det att även HD-Sydsvenskan skulle ingå i affärsområdet och att det skulle heta Bonnier News Local. Samtidigt bytte företaget Mittmedia AB namn till Bonnier News Local AB. Mittmedia affärschef Mikael Nestius blev affärsområdeschef för Bonnier News Local.   Den 8 juli 2021 meddelade Bonnier News Local att de köper Skånska Dagbladet. 
Verksamheten inom Bonnier News Local bestod ursprungligen av tre olika bolag
- Sydsvenska Dagbladets Aktiebolag ägdes av Bonnier, med en mindre post tillhörande JP/Politikens Hus.[3]
- Bonnier News Local AB ägdes till 80 procent av Bonnier och 20 procent av Amedia.
- Hall Media AB ägdes till 51 procent av Bonnier News Local AB och 49 procent av Amedia.[4]

I april 2021 flyttades Bonnier News ägande i HD-Sydsvenskan till Bonnier News Local AB, som därmed blev moderbolag till alla verksamheter inom affärsområdet Bonnier News Local.
I juni 2021 meddelades ett partnerskap med Gota Media om "korsvist ägande" och samarbete. Detta innebar att Gota Media skulle köpa 20 procent av Bonnier News Local, medan Bonnier News Local skulle köpa 30 procent av Gota Media. Kort därefter meddelades att Bonnier och Gota Media skulle köpa Skånska Dagbladet och Norra Skåne. Det korsvisa ägande formaliserades i december 2021. Under år 2021 hade man även förvärvat Tranås-Posten och sålt Laholms Tidning.